# Johannes Nedtwig
Johannes Nedtwig (* 16. Februar 1894 in Gramenz (Pommern); † 19. November 1963) war ein deutscher Offizier, zuletzt Generalmajor der Wehrmacht.

## Leben
Johannes Nedtwig trat am 3. August 1914 als Kriegsfreiwilliger in die Armee ein und wurde dem Feldartillerie-Regiment 2 (Kolberg) zugewiesen. Zum Leutnant der Reserve wurde er im Reserve-Infanterie-Regiment 36 am 18. Januar 1916 befördert. Im Januar 1918 wurde er als Leutnant mit Patent zum 1. April 1914 im Füsilier-Regiment 34 (Stettin) aktiviert.
Nedtwig wurde in die Reichswehr übernommen, verließ diese aber Anfang 1921 mit dem Charakter als Oberleutnant. Bereits am 1. Juni 1921 erfolgte seine erneute Aufnahme in die Reichswehr und er wurde der Kraftfahr-Abteilung 3 bei der 3. Division zugewiesen.
Vom 1. September 1938, ab 1. Januar 1938 Oberstleutnant, bis 26. August 1940 war er Kommandeur des Panzer-Regiments 1 (Erfurt) bei der 1. Panzer-Division. Hier wurde er am 1. Februar 1940 zum Oberst befördert. Anschließend kam Nedtwig kurz in den Stab der 2. Armee. Für die kommenden knapp drei Jahre war er ab 5. Oktober 1940 Kommandant der Panzertruppenschule, ab Ende 1941 als Schule für Schnelle Truppe weitergeführt. Anschließend wurde er vom 1. Februar 1943 bis 5. Juli 1943 mit der Führung der 5. Panzer-Division beauftragt. Ab Anfang Juli 1943 war er mit der Führung der 156. Reserve-Division beauftragt, übernahm dann nach der Beförderung zum Generalmajor im August 1943 bis 15. August 1943 das Kommando. Von Mai 1944 bis zu seiner Gefangennahme während der Lwiw-Sandomierz-Operation Ende Juli 1944 war er Kommandeur der 454. Sicherungs-Division. Er kam mit einer Kopfverletzung bei Brody in sowjetische Kriegsgefangenschaft, wurde Mitglied im Bund Deutscher Offiziere und kehrte erst im Oktober 1955 wieder nach Deutschland zurück.
Nach der Rückkehr aus der Kriegsgefangenschaft lebte er in Langenberg.